# How to Be a Girl (pódcast)
How to Be a Girl es un podcast sobre lo que significa ser una niña y cómo es criar a una niña transgénero.

## Trasfondo
El podcast trata sobre Marlo Mack criando a su hija trans de 13 años. Mack es una madre soltera que vive en Seattle. El programa ha contado con Jazz Jennings como invitada. Marlo Mack escribió un artículo en The New York Times sobre el podcast, que dice que su nombre realmente es un seudónimo.

## Recepción
En 2015, The Atlantic incluyó el episodio siete "The Facts" en su lista de "Los 50 mejores episodios de podcast de 2015". En 2016, The Guardian y The Atlantic calificaron el podcast como uno de "Los 50 mejores podcasts de 2016". En 2017, Time incluyó el podcast como uno de "Los 50 mejores podcasts del momento".

### Premios
| Otorgar                | Fecha | Categoría            | Resultado | Ref.          |
| ---------------------- | ----- | -------------------- | --------- | ------------- |
| Premios Peabody        | 2016  | Mejor podcast        | Nominado  | [ 9 ] [ 10 ]  |
| Premios Webby          | 2017  | Mejor guion          | Ganador   | [ 11 ] [ 12 ] |
| British Podcast Awards | 2017  | Premio Internacional | Ganador   | [ 13 ]        |

## Adaptaciones
Marlo Mack ha adaptado How to be a Girl en un libro de memorias que está disponible como audiolibro.